# Američka horor priča: Vještičja družba
Američka horor priča: Vještičja družba treća je sezona FX-ove američke serije Američka horor priča. Premijerno je prikazana 9. listopada 2013., 29. siječnja 2014. prikazana je posljednja epizoda treće sezone.

## Sažetak
Prošlo je više od tristo godina od turbulentnih dana Salema i oni koji su uspjeli pobjeći sad su suočeni s istrebljenjem. 
Misteriozni napadi na njihovu vrstu eskaliraju i mlade djevojke bivaju poslane u posebnu školu u New Orleansu da se nauče zaštititi. U tom kaosu zatječe se novopridošlica Zoe (Taissa Farmiga), koja sama skriva zastrašujuću tajnu. 
Uzbunjena nedavnom agresijom, Fiona (Jessica Lange), dugo odsutna vrhovna vještica, vraća se u grad s namjerom da zaštiti savez i uništi sve koji joj stanu na put...

## Uloge

### Glavne uloge
- Taissa Farmiga kao Zoe Banson (13 epizoda)
- Sarah Paulson kao Cordelia Foxx (13 epizoda)
- Frances Conroy kao Myrtle Snow (10 epizoda)
- Evan Peters kao Kyle Spencer (11 epizoda)
- Lily Rabe kao Misty Day (10 epizoda)
- Emma Roberts kao Madison Montgomery (13 epizoda)
- Denis O'Hare kao Spalding (10 epizoda)
- Kathy Bates kao Delphine LaLaurie (10 epizoda)
- Jessica Lange as Fiona Goode (13 epizoda)

### Sporedne uloge
- Angela Bassett kao Marie Laveau (12 epizoda)
- Gabourey Sidibe kao Queenie (12 epizoda)
- Jamie Brewer kao Nan (9 epizoda)
- Josh Hamilton kao Hank Foxx (7 epizoda)
- Danny Huston kao "Sjekiraš" (7 epizoda)
- Ameer Baraka kao Bastien/Minotaur (5 epizoda)
- Alexander Dreymon kao Luke Ramsey (5 epizoda)
- Patti LuPone kao Joan Ramsey (4 epizode)
- Lance Riddick kao Papa Legba (3 epizode)
- Leslie Jordan kao Quentin Fleming (3 epizode)
- Robin Bartlett kao Cecily Pimbrooke (3 epizode)
- Stevie Nicks kao Stevie Nicks (2 epizode)

## Epizode
| Br. u seriji | Br. u sezoni | Naslov                                 | Redatelj            | Scenarist(i)               | Originalno emitiranje |
| --- | ------------ | -------------------------------------- | ------------------- | -------------------------- | --------------------- |
| 26 | 1            | "Bitchcraft"                           | Alfonso Gomez-Rejon | Ryan Murphy i Brad Falchuk | 9. listopad 2013.     |
| 1830. Delphine LaLaurie (Kathy Bates) trudi se zadržati svoj visoki položaj u društvu, dok tajno na tavanu drži i muči robove. 2013. Cordelia Foxx (Sarah Paulson) vodi privatnu školu za učenje mladih vještica kako preživjeti u modernom svijetu. Cordelijina majka, Fiona Goode (Jessica Lange), vraća se u akademiju kao zaštitnica i vrhovna vještica klana. Nova učenica u akademiji Zoe Benson (Taissa Farmiga), odlazi na tulum jednog srednjoškolskog bratstva sa suučenicom Madison Montgomery (Emma Roberts), koju kasnije grupa srednjoškolaca siluje. Madison za osvetu svojim moćima prevrne autobus u kojemu su bili silovatelji među kojima je bio i nevini Kyle Spencer (Evan Peters) koji je pokazivao simpatije prema Zoe, te je spasio Madison od daljnjeg silovanja. Nadajući se da je Kyle jedan od dvojice preživjelih, Zoe odlazi u bolnicu i vidi da je preživio silovatelj. Ubija Kylevog prijatelja iz bratstva na isti način kojim je nenamjerno ubila svojega dečka. Fiona saznaje da je Madame LaLaurie i dalje živa iako je zakopana sredinom 19. stoljeća, oslobađa je iz lijesa i sakriva je u akademiji. |              |                                        |                     |                            |                       |
| 27 | 2            | "Boy Parts"                            | Michael Rymer       | Tim Minear                 | 16. listopad 2013.    |
| U potrazi za ljepotom i pomlađivanjem Fiona ispituje zarobljenicu Madame LaLaurie, koja kaže da joj je Marie Laveau (Angela Bassett) dala besmrtni eliksir, ubila obitelj, i živu je zakopala. Fiona pronalazi Laveau u frizerskome salonu. Laveau govori fioni kako su robovi Salema širili magiju, da su sve bijele vještice potomci robova witches are descendants of the slave; te da su sve moći obje naslijedile od afričkih šamana. Madison odluči sprovesti čaroliju uskrsnuća na Kyleu, ritual završava Zoeinim iskrenim poljupcem Kyla. Kada se Kyle reanimira kao uplašeno i ljuto "čudovište", Zoe traži pomoć od "boginje močvare" Misty (Lily Rabe). Cordelia i njezin muž Hank (Josh Hamilton) ne mogu imati djece, pa ju Hank nagovara da naprave ritual s čarolijom plodnosti. |              |                                        |                     |                            |                       |
| 28 | 3            | "The Replacements"                     | Alfonso Gomez-Rejon | James Wong                 | 23. listopad 2013.    |
| 1971. Mlada Fiona razgovara s Vrhovnicom saveza, Annom-Leigh (Christine Ebersole), te joj govori kako njeno vrijeme istječe te za sebe govori da je sljedeća Vrhovnica. Kako Fionine moći rastu tako Anna-Leigh oslabljuje zdravstveno, a i s moćima. Željna titule Vrhovnice, Fiona joj prereže grkljan da postane glavna. 2013. Vidljivo oslabljena Fiona promatra Madison i primijeti da ona ima moći kojima bi postala sljedeća Vrhovnica. Nakon što se obje vrate iz noćnog izlaska, Fiona kaže Madison da joj je zdravlje ugroženo te da ima rak te da joj je ona nasljednica. Fiona zatim isprovocira Madison na isti način kao i Annu-Leigh da je ubije. Madison odbija pa Fiona Madison prereže grkljan. U međuvremenu, Zoe posjećuje Kyleovu izbezumljenu majku (Mare Winningham) i vraća joj njezinog reanimiranog sina. Kasnije je otkriveno da je Kylea majka seksualno zlostavljala, te da se to događalo neprestance, pa i kad ga je Zoe vratila reanimiranog. Zoe je šokirana kad jedne večeri posjećuje Kylea i vidi da je ovaj majku pretukao na smrt. Cordeliji doktor priopći žalosnu vijest da nikada neće moći imati djecu zbog nečega čudnog u njezinoj krvi. Nadajući se da će joj pomoći ritualom plodnosti, Cordelia posjećuje Marie Leaveau, ali ova ju odbije jer je ona kćer njezine zaklete neprijateljice. Madame LaLaurie je natjerana da u akademiji bude sluškinja, što rezultira svađama između nje i Queenie (Gabourey Sidibe). |              |                                        |                     |                            |                       |
| 29 | 4            | "Fearful Pranks Ensue"                 | Michael Uppendahl   | Jeniffer Salt              | 30. listopad 2013.    |
| Fionini postupci (iz prethodne epizode) uzburkaju valove u zajednici s gadnim posljedicama. Nakon što je spasila Queenie, Fiona reagira na napade, te prouzroči gadnu svađu s Marie Laveou, čime se primirje poništava i polako započinje rat između Salemskih i voodoo vještica. Kada Vijeće vještečarenja posjeti akademiju u potrazi za odgovorima. Vijeće odlazi nakon nekog vremena iz akademije, Fiona i kćer Delia odlaze u bar da se opuste od zadanog stresa, Cordelia odlazi u toalet, u kojem joj nepoznata osoba baci sumpornu kiselinu u facu oslijepivši je. Marie Levaue šalje vojsku voodoo zombija u napad na akademiju. |              |                                        |                     |                            |                       |
| 30 | 5            | "Burn, Witch. Burn!"                   | Jeremy Podeswa      | Jessica Sharzer            | 6. studeni 2013.      |
| 1830. Kćeri madame LaLaurie planiraju smrt svoje okrutne sadističke majke, saznavši to LaLaurie svoje kćeri na godinu dana zatvara na tavan mučenja. 2013. Akademija je pod napadom mračne vojske Marie Laveau, svi si pokušavaju međusobno pomoći. LaLaurie spašava Queenie ubijajući svoju zombi kćer Borquitu, Nan spašava ranjenog susjeda Lukea, a Zoe motornom pilom spašava cjelu akademiju, te otkriva nove moći koje je mogla osjetiti i koje se uplašila i sama Marie Laveau. U bolnici, Fiona se kaje što nije bila dobra majka Cordeliji, saznaje da je Cordelia oslijepila, očajno tumara bolnicom u kojoj oživljava jedno mrtvorođeno dijete. Hank posjećuje Cordeliju u bolnicu, dotaknuvši je Cordelija vidi da ju je ovaj prevario s Kaylee. Vijeće dolazi u akademiju kako bi Fionu skinuli s trona Vrhovnice, međutim Fiona iznosi činjenice kako je upravo članica Vijeća Myrtle Snow počinila zločin nad drugom vješticom. Zločin je dokazan i Myrtle Snow spaljena je na lomači u kamenolomu u prisutnosti vijeća i djevojaka iz akademije. Nakon njihovog odlaska Misty Day odlazi do lomače i oživljava Myrtle. |              |                                        |                     |                            |                       |
| 31 | 6            | "The Axeman Cometh"                    | Michael Uppendahl   | Douglas Petrie             | 13. studeni 2013.     |
| 1919. Sjekiraš New Orleansa odlazi u akademiju da poubija ljude unutar kuće jer nisu pustili jazz muziku po njegovoj pisanoj naredbi koja ja objavljena u novinama. Međutim vještice svojom lukavštinom sjekiraša ubiju i njegov duh ostaje u kući. 2013. Zoe pronalazi ouija ploču za prizivanje duhova, te s Queenie i Nan prizove sjekiraša koji otkrije Zoe da je Madisonino tijelo sakriveno u Spauldingovoj sobi na tavanu. Spaulding priznaje da je ubio Madison, ali Zoe u to ne vjeruje. Fiona u bolnici tužna i očajna prima kemoterapiju. Hank Cordeliju dovodi kući, ona ga istjera van pošto je saznala da ju je varao, te saznaje da je Fiona spalila Myrtle na lomači. Cordelia je u šoku. Zoe dolazi u močvarnu kućicu kod vještice Misty Day koja uspjeva oživjeti Madison koja se ne sjeća što se desilo prije njezine smrti. Saznajemo da je Hank plaćeni ubojica kojega je Marie Laveau naručila da pobije sve vještice unutar akademije uključujući Cordeliju, Fionu i sve preostale. Saznajemo da je crvenokosa djevojka Kaylee (Alexandra Breckenridge) koju je Hank ubio prije također bila vještica. Marie mu prijeti da će ga ubiti ne ubije li on njih. Sjekirašev duh napada Cordeliju u njezinoj sobi, Zoe, Nan i Queenie spašavaju je dajući sjekiraševom duhu slobodu, te on nakon 94 godine napušta kuću, ulazi u bar gdje se počinje udvarati očajnoj Fioni. |              |                                        |                     |                            |                       |
| 32 | 7            | "The Dead"                             | Bradley Buecker     | Brad Falchuk               | 20. studeni 2013.     |
| Fiona ima randevu sa sjekirašem, ali za nju nastaju problemi kada se počinju pokazivati nuspojave kemoterapije. Zoe ponovno spoji Spaldingov jezik i ispitujega, ubije ga nakon što joj je priznao da je Fiona ubojica. Madison i Kyle počinju suosjećati jedno s drugim pošto su oboje postali "zombiji", Zoe slučajno prisustvuje njihovom seksualnom odnosu. Madison želi dijeliti Kylea sa Zoe pa je odvlači u sobu i imaju seks u troje. Delphine i Queenie odlaze van na hamburgere, Delphine joj tada kaže da je ostale vještice nikada neće do kraja prihvatiti zbog njezine rase. Queenie posjećuje Marie, koja joj ponudi topli dom u svojoj vudu kući ako joj ova dovede Delphine. Queenie pita Delphine za najgoru stvar koju je ikada učinila, Delphine joj priznaje da je ubila novorođeno dijete koje je njezin muž imao s robinjom te je krv djeteta koristila kao noćnu masku za lice, zgrožena Queenie nasamari Delphine i predaje ju Marie Laveau. |              |                                        |                     |                            |                       |
| 33 | 8            | "The Sacred Taking"                    | Alfonso Gomez-Rejon | Ryan Murphy                | 4. prosinac 2013.     |
| Zoe i Madison pronalaze Queenie koja ubija beskućnika i iščupa mu srce, najavljuje rat između vještica i voodoa. Cordelia djevojkama daje savjete kako da ubiju Fionu. Misty Day zajedno s uskrsnulom Myrtle dolazi prestrašeno u akademiju nakon što ih je Hank pokušao ubiti. Cordelia, Myrtle, Zoe, Nan, Madison i Misty izvode obred u kojem bi se vrhovna vještica (Fiona) trebala ubiti, pa lažima pokušavaju prevariti Fionu te je nagovoriti na samoubojstvo. Fionu od počinjenja samoubojstva sprječava Spaldingov duh koji je ostao u kući nakon što ga je Zoe ubila. Zabrinuta Nan odlazi u susjednu kuću po Lukea gdje ga pronalazi zavezanog u ormaru.Vidjevši da je Nan izašla iz akademije Hank koristi priliku da ubije još jednu vješticu, ali promašuje pa ubija Lukeovu majku i ozlijeđuje Lukea. Misty pred Fionom oživljava Lukeovu majku, što je jedno od čuda za koje se misli da je moć sljedeće vrhovnice. Queenie donosi hranu zatočenoj Delphine, međutim Marie ju otjera i odsječe Delphineinu ruku. Sljedeće jutro Fiona pronalazi kutiju ispred akademije u kojoj je odsječena Delphineina živa glava koja pokušava vikati "upomoć". |              |                                        |                     |                            |                       |
| 34 | 9            | "Head"                                 | Howard Deutch       | Tim Minear                 | 11. prosinac 2013.    |
| 1991. Hank kao dječak odlazi s ocem u šumu u lov na vještice. 2013. Fiona odlazi k Marie Laveau s iznenađujućom ponudom: da savez sklope vještice i vudu pleme protiv zajedničkih neprijatelja, lovaca na vještice. Marie odbije sklopiti ikakav savez s vješticama. Hank odlazi u moćnu tvrtku Delphitrust koja se bavi marketingom i koja je savez lovaca na vještice, saznaje da iza Delijine sljepoće upravo stoji njegov otac koji je šef cijele korporacije. Myrtle pozove Pembroke i Quentina u akademiju na ugodan razgovor, međutim Myrtle ih paralizira hranom iskopa po jedno oko od oboje te ih zamjeni s Cordelijinim. Nan u bolnici posjećuje Lukea unatoč tome što se njegova majka tome protivi. Njezina moć čitanja misli pomaže u komunikaciji između majke i sina pošto je Luke u komi, međutim Luke saznaje mračnu istinu da mu je majka ubila oca. U Cornrow Cityju, Queenie Madame LaLaurie drži lekciju o crncima kroz povijest. Cordelia podučava Misty čarolijama za ozdravljenje biljaka. Najednom izbezumljen i žalostan Hank dolazi u akademiju i moli Deliju za oprost, međutim ona ga istjera. Marie Hanku daje ultimatum, ne ubije li vještice danas ona ga ubija. Hank je stjeran u kut, pa odlazi u salon Marie Laveau i poubija sve koji su unutar salona, Queenie spašava Marie upucavši sebe u glavu, čime zapravo ubija Hanka pošto je ona "vudu lutka". Joan uguši Lukea jastukom u bolnici. Ranjena Marie Laveau odlazi u akademiju na razgovor o savezu. |              |                                        |                     |                            |                       |
| 35 | 10           | "The Magical Delights of Stevie Nicks" | Alfonso Gomez-Rejon | James Wong                 | 8. siječnja 2014.     |
| Nakon što se pridružila vještičjem savezu, Marie Laveau krade novorođeno dijete nakon što joj Papa Legba naredi tako. Marie je sklopila "ugovor" s Papom Legbom za besmrtnost, s time da mu ona svake godine mora pridonijeti jednu nevinu dušu. Sljedeće jutro Fiona i Cordelia saznaju od Marie da je Hank zapravo bio lovac na vještice. Misty Day upoznaje Stevie Nicks, koja Misty daje svoj sretni šal za sreću kada će polagati test sedam čuda. Marie otkriva Fioni kako je za besmrtnost prodala dušu Papi Legbi. Madison, ljuborna na Misty Day uspije ju živu zakopati. Saznavši da je Luke mrtav, Nan i Zoe odlaze k njegovoj majci. Nan ubija Lukeovu majku Joan jer zna da ga je ova ugušila jastukom. Marie i Fiona uspiju magijom poslati inspekciju čime bankrotir cijela tvrtku "Delphi Trust" (lovci na vještice),oni sumnjaju da vještice imaju veze s time. Fiona priziva Papu Legbu, međutim ne uspjevaju sklopiti ugovor jer joj Papa kaže da ona nema dušu. Nakon toga Fiona postaje odlučna u tome da pobije sve vještice kako bi ostala Vrhovna. Fiona i Marie Laveau ubijaju Nan za Papu Legbu umjesto djeteta kojeg je Marie otela na početku. Papa Legba prihvati zamjenu. |              |                                        |                     |                            |                       |
| 36 | 11           | "Protect the Coven"                    | Bradley Buecker     | Jeniffer Salt              | 15. siječnja 2014.    |
| 1830. Madame LaLaurie seli se u New Orleans gdje po prvi puta otkriva svoju strast prema krvi i mučenju. 2013. Marie i Fiona sučeljavaju se licem u lice s lovcima na vještice, a Cordelia svoje oči žrtvuje za opstanak saveza. U međuvremenu, Madison ne može prihvatiti činjenicu da je Kyle zaljubljen u Zoe. Zoe i Kyle po naputku Myrtle Snow bježe na Floridu. |              |                                        |                     |                            |                       |
| 37 | 12           | "Go to Hell"                           | Alfonso Gomez-Rejon | Jessica Sharzer            | 22. siječnja 2014.    |
| Znajući da joj se bliži smrt, Fiona s Cordeliom pokušava popraviti odnos opraštajući se od nje davajući joj obiteljsko naslijeđe. Cordeliji se vratio "dar vida" u kojem vidi užasne događaje koji će se dogoditi unutar saveza. Cordelia posjećuje Fioninog ljubavnika sjekiraša te s njime podjeli viziju zbog koje kasnije sjekiraš ubija Fionu. Fioninom smrću djevojke su se napokon ujedinile kao pravi savez. Queenie također poziva Papu Legbu te posjećuje vlastiti [pakao]. Queenie zatim ubija Madame LaLaurie koja je ubila Marie Laveau. Marie Laveau umire jer više ne može ispunjavati želje Papi Legbi, pošto je LaLaurie odsjekla Marijine dijelove tijela i pobacala ih po gradu. LaLaurie i Laveauand nađu se u pravome paklu, u kojem će Marie Laveau cijelu vječnost mučiti Delphine i njezine kćeri na njezinom tavanu. |              |                                        |                     |                            |                       |
| 38 | 13           | "The Seven Wonders"                    | Alfonso Gomez-Rejon | Douglas Petrie             | 29. siječnja 2014.    |
| Kako bi otkrile identitet nove Vrhovnice, Zoe, Madison, Misty, i Queenie polažu testove Sedam čuda. Sedam čuda su sedam naprednih činova magije. Vještica koja ih sve uspije položiti, sljedeća je Vrhovnica. Na početku djevojke testove polažu kao mačji kašalj, dok ne dođu do testa "Descensum", u kojemu svoje duše moraju poslati u pakao i vratiti se prije izlaska sunca. Sve se uspiju vratiti osim Misry čija duša ostaje zatočena u njezinome vlastitom paklu. U zoru, njezino tijelo pretvora se u prah. Testove nastavljaju uspješno polagati Transmutacijom (teleportiranjem). U tome testu Zoe umire nakon što se teleportira na željeznu šipku iznad vrata akademije koja ju probode. Queenie pokušava ali ne može oživjeti Zoe čime Queenie ispada iz "natjecanja" jer ne može položiti čudo. Madison ima moć uskrsnuća ali odbija oživjeti Zoe, te je sve uvjerenija da je ona sljedeća Vrhovnica. U strahu da bi Madison bila grozna vrhovnica kao i Fiona, Myrtle uvjeri Cordelia da se pridruži natjecanju te da pokušava izvesti Sedam čuda. Cordelia uspješno položi sve testove Sedam čuda, dok Madison ispada nakon što nije uspjela položiti test proricanja. Cordelia oživljava Zoe, čime Cordelia postaje nova Vrhovnica saveza. Myrtle kasnije inzistira na tome da bude spaljena na lomači jer je ubila Quentina i Pembrook. Kyle ubija Madison jer je odbila oživjeti Zoe, Spalding uzima njezino tijelo. Cordelia se pomiri sa svojom samrtnom majkom Fionom koja je izgubila sve moći, i umire. Fiona se pridružuje sjekirašu u svojemu vlastitom paklu gdje će prema njegovim riječima provesti vječnost u staroj brvnari. Cordelia javnosti preko televizije otkriva savez vještica, te poziva sve one djevojke koje imaju moći da dođu u New Orleans u svoj drugi dom. Zajedno s novim vijećem (Queenie i Zoe) Vrhovnica Cordelia daje nadu svim mladim vješticama. |              |                                        |                     |                            |                       |